# Lithophane consocia
Lithophane consocia is een vlinder uit de familie uilen (Noctuidae). De wetenschappelijke naam is voor het eerst geldig gepubliceerd in 1792 door Borkhausen.
De soort komt voor in Europa.